# Academia de Ciencias del Ecuador
La Academia de Ciencias del Ecuador (ACE) es una sociedad científica sin fines de lucro, que agrupa a los investigadores científicos ecuatorianos, tanto residentes en el país como en el extranjero, así como extranjeros que radiquen permanentemente en el Ecuador, que hayan aportado relevantemente al avance de la ciencia en las disciplinas de: las ciencias de la vida, de la tierra, exactas, químicas y sociales.

## Historia
La Academia de Ciencias del Ecuador nació de la voluntad de un grupo de científicos ecuatorianos en reuniones regulares desde septiembre de 2010  para realizar una revisión y análisis de los requisitos y reglamentos de varias Academias de Ciencias del mundo y así poder acoplarse a ellas. Con ese análisis, se platearon estatutos propios, armonizados con lo que exige la regulación del país, los cuales fueron revisados por  abogados consultores y por el Departamento Legal de la SENESCYT a mediados de 2011 y finalmente aprobados en la Asamblea de Constitución el 11 de julio de 2012.
Para continuar el desarrollo del trabajo científico en el país, el 8 de julio de 2013 se firmó un Convenio -Marco de Cooperación Interinstitucional entre la SENESCYT y la ACE.

## Finalidades
Sus funciones son:
- Motivar y divulgar la investigación científica ecuatoriana, así como su adelanto tecnológico.
- Intercambiar material científico y tecnológico.
- Colaborar con los sectores público y privado.
- Promover la gestión del talento y el desarrollo del recurso humano.
- Promover la implementación de tecnologías.
- Vigilar la calidad, el protocolo de investigación y su ética.
- Alentar los eventos científicos.
- Involucrarse en los asuntos científicos de interés público.
- Preocuparse de propósitos de conocimiento científico de interés nacional y/o mundial.
- Emitir ponencias sobre temas complejos que merezcan esclarecimientos científicos.[2]